# Jean-François Galvaire
Jean-François Galvaire, né le 18 juillet 1937 à Neuilly-sur-Seine et mort le 17 août 2012 à Poitiers, est un homme politique français et avocat au barreau de Paris.

## Biographie
Il rencontre Jean-Marie Le Pen en 1956 à la faculté de droit de Paris et milite pour l'Algérie française.
Membre de l'Alliance républicaine pour les libertés et le progrès, puis d'Ordre nouveau en 1970, il fut l'un des fondateurs du Parti des forces nouvelles (PFN) avec Roland Gaucher, Alain Robert et Pascal Gauchon. Il devient par la suite conseiller régional Poitou-Charentes pour le Front national et président des Amis de National Hebdo. En 1991, il rachète Le Crapouillot, avec Roland Gaucher et Jean-Claude Varanne.
Il fut président adjoint des Amis de Police et Sécurité.
Fidèle à Bruno Mégret, il passe au MNR après la scission du FN en 1998. Il est candidat sur la liste MNR aux élections européennes de 1999.